# Салащенко, Иван Евменьевич
Салащенко Иван Евменьевич (20 января 1901, ст. Юрьевка, Славяносербский уезд, Екатеринославская губерния, нынеАлчевск Луганской области Украины — 27 сентября 1961, Москва) — советский военачальник, полковник (1941).

## Биография
Украинец. В Красной Армии с апреля 1922 года. Служил учителем-инструктором в кавалерийской школе, был начальником клуба кавалерийского полка в Киевском военном округе. Окончил Киевскую кавалерийскую школу в 1930 году. Затем продолжил службу в инженерных войсках. В 1925 году вступил в ВКП(б).
В 1936 году окончил Военную академию имени Ф. Э. Дзержинского. С июня 1936 года служил в инженерных войсках Киевского военного округа: помощник начальника отдела инженерных войск по боевой подготовке штаба округа, с июня 1939 — заместитель начальника отдела инженерных войск по снабжению оборонительного строительства, с декабря 1940 года — начальник отдела оборонительного строительства. В начале 1941 года назначен заместителем начальника Главного управления оборонительных работ Киевского ВО.
Участник Великой Отечественной войны с июня 1941 года. Тогда И. Е. Салащенко был назначен начальником 4-го управления военно-полевого строительства на Юго-Западном фронте. Отличился при строительстве в самые кратчайшие сроки оборонительных рубежей под Киевом и по рубежу Днепра. Опираясь на них, войска фронта сумели остановить немецкое наступление на Украине почти на два месяца.
Во время Киевской катастрофы Юго-Западного фронта с 12 сентября полковник И. Е. Салащенко в составе штаба фронта оказался в окружении в районе Прилуки—Пирятин. В одном из сводных отрядов сумел пробиться из него и 29 сентября перешел через линию фронта в Полтавской области.
С ноября 1941 года — заместитель начальника Главного управления оборонительного строительства Красной Армии.
5 мая 1942 года был назначен командующим 8-й саперной армией. В мае — июле армия в составе Южного фронта строила Ворошиловградский и Ростовский оборонительные обводы, полевые оборонительные рубежи на ровенском и ворошиловградском направлениях. После начала решающего немецкого летнего наступления кампании 1942 года на южном участке советско-германского фронта и поражения советских войск в Донбасской оборонительной операции, 27 июля 1942 года армию передали в состав Северо-Кавказского фронта, а 1 сентября — в состав Закавказского фронта. Летом 1942 года сумел вывести части сапёрной армии из-под немецких ударов с малыми потерями и немедленно возобновить оборонительные работы на новых рубежах. В ходе битвы за Кавказ армия вела строительство оборонительных рубежей в предгорьях Северного Кавказа: Орджоникидзевского, Грозненского, Минералводческого и Аксайского оборонительных обводов, строила Терской, Сунженский, Урухский и Гудермесский оборонительные рубежи, ею были сооружены несколько линий заграждений в Дарьяльском ущелье.
В октябре 1942 года сапёрные армии были расформированы, и тогда же полковник И. Е. Салащенко назначен заместителем командующего — начальником инженерных войск Отдельной армии НКВД, которая в то время формировалась в Свердловске. 5 февраля 1943 года армия была преобразована в 70-ю армию, в ней Салащенко остался начальником инженерных войск и на этом посту участвовал в Севской наступательной операции.
В апреле 1943 года назначен начальником инженерных войск 53-й армии Резервного фронта (с 13 апреля в составе Степного военного округа, с 9 июня в составе Степного фронта). Руководил огромным объёмом инженерных работ в период создания мощной советской обороны при подготовке Курской битвы. Участвовал затем в самой Курской битве, в Белгородско-Харьковской и в Полтавско-Кременчугской наступательных операциях.
В сентябре 1943 года был тяжело ранен и сильно контужен, эвакуирован в Главный военный госпиталь Красной Армии в Москву. Лечение окончилось только в июле 1944 года, хотя слух и голос полностью так и не восстановились. Тогда Салащенко был назначен начальником 20-го управления оборонительного строительства, оперативно подчиненного командующему инженерными войсками 2-го Прибалтийского фронта. Этим управлением командовал до Победы. Обеспечивал наступательные действия советских войск в ходе Режицко-Двинской, Мадонской, Прибалтийской наступательных операциях. Его управление успешно выполнило приказ командующего фронтом по строительству мостов для войск на реках Западная Двина, Муса, Лиелупе, Иецава и Нерета, по срочному восстановлению электростанции в городе Айзпуте и Кегумской ГЭС. Огромным был объём работ, проведённых управлением по разминированию освобождённых территорий.
После Победы полковник И. Е. Салащенко продолжал руководить этим же управлением (в июле 1945 года оно передано в Прибалтийский военный округ), продолжая выполнять важные работы по восстановлению разрушенных войной объектов и по разминированию территории. С февраля 1946 года — начальник строительства и расквартирования войск Прибалтийского военного округа. С октября 1946 года — начальник военно-строительного управления Туркестанского военного округа. 
В августе 1948 года уволен в запас.
Жил в Москве.
Награждён 2 орденами Ленина (21.02.1942, 30.04.1947), 2 орденами Красного Знамени (15.01.1944, 3.11.1944), орденами Кутузова 2-й степени, Отечественной войны 1-й степени (9.06.1945), Трудового Красного Знамени (22.02.1941), медалями.